# Chimarrhis cubensis
Chimarrhis cubensis är en måreväxtart som beskrevs av Julian Alfred Steyermark. Chimarrhis cubensis ingår i släktet Chimarrhis och familjen måreväxter. Inga underarter finns listade i Catalogue of Life.